# Kavakköy, Hanönü
Kavakköy là một xã thuộc huyện Hanönü, tỉnh Kastamonu, Thổ Nhĩ Kỳ. Dân số thời điểm năm 2008 là 142 người.